# Suez
Suez (arab. السويس, As-Suways; egip. arab. Is-Suwēs; gr. Clysma) – miasto portowe w północno-wschodnim Egipcie, stolica muhafazy Suez. Położone jest na południowym krańcu Przesmyku Sueskiego, nad Zatoką Sueską, a w jego pobliżu znajduje się wejście do Kanału Sueskiego. Miasto zostało kompletnie zniszczone po wojnie Izraelsko-arabskiej w 1967 roku, przebudowano je po ponownym otwarciu kanału, w 1975 roku. 

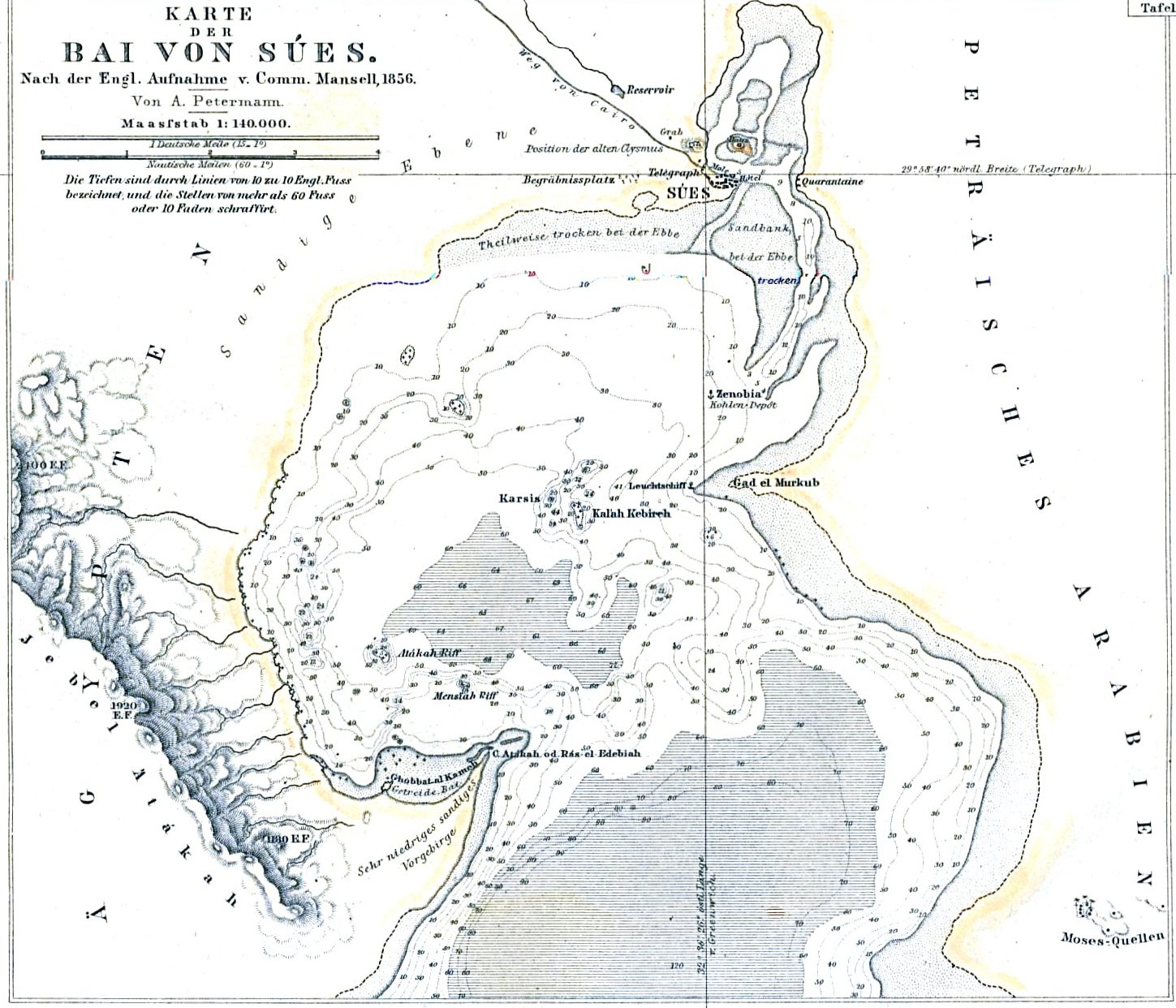
Północny fragment Zatoki Sueskiej z miastem Suez na mapie z 1856

## Miasta partnerskie
- Skopje